# Dugovača
Dugovača (romuleja; lat. Romulea), rod jednosupnica, s 112 vrsta trajnica (bez hibrida) raširenih od Velike Britanije, pa preko zapadne Europe i Mediterana do južne Afrike. Neke vrste uvezene su u Sjevernu i Južnu Ameriku i Australiju.
U Hrvatskoj je najpoznatija proljetna dugovača (R. bulbocodium), a raste i manje poznata R. columnae.
Rod je dobio ime po osnivaču i prvom kralju Rima, Romulusu.

## Vrste
1. Romulea albiflora J.C.Manning & Goldblatt
2. Romulea albomarginata M.P.de Vos
3. Romulea alticola J.C.Manning & Goldblatt
4. Romulea × anceps (Merino) Bég.
5. Romulea antiatlantica Maire
6. Romulea aquatica G.J.Lewis
7. Romulea arnaudii Moret
8. Romulea atrandra G.J.Lewis
9. Romulea austinii E.Phillips
10. Romulea autumnalis L.Bolus
11. Romulea barkerae M.P.de Vos
12. Romulea biflora (Bég.) M.P.de Vos
13. Romulea bocchierii Frignani & Iiriti
14. Romulea bulbocodium (L.) Sebast. & Mauri
15. Romulea camerooniana Baker
16. Romulea cedarbergensis M.P.de Vos
17. Romulea citrina Baker
18. Romulea clusiana (Lange) Nyman
19. Romulea collina J.C.Manning & Goldblatt
20. Romulea columnae Sebast. & Mauri
21. Romulea congoensis Bég.
22. Romulea corsica Jord. & Fourr.
23. Romulea cruciata (Jacq.) Bég.
24. Romulea cyrenaica Bég.
25. Romulea dichotoma (Thunb.) Baker
26. Romulea discifera J.C.Manning & Goldblatt
27. Romulea diversiformis M.P.de Vos
28. Romulea eburnea J.C.Manning & Goldblatt
29. Romulea elliptica M.P.de Vos
30. Romulea engleri Bég.
31. Romulea eximia M.P.de Vos
32. Romulea fibrosa M.P.de Vos
33. Romulea fischeri Pax
34. Romulea flava (Lam.) M.P.de Vos
35. Romulea flexuosa Klatt
36. Romulea florentii Moret
37. Romulea gigantea Bég.
38. Romulea gracillima Baker
39. Romulea hallii M.P.de Vos
40. Romulea hantamensis (Diels) Goldblatt
41. Romulea hirsuta (Steud. ex Klatt) Baker
42. Romulea hirta Schltr.
43. Romulea insularis Sommier
44. Romulea × jordanii Bég.
45. Romulea jugicola M.P.de Vos
46. Romulea kamisensis M.P.de Vos
47. Romulea komsbergensis M.P.de Vos
48. Romulea leipoldtii Marais
49. Romulea ligustica Parl.
50. Romulea lilacina J.C.Manning & Goldblatt
51. Romulea × limbarae Bég.
52. Romulea linaresii Parl.
53. Romulea longipes Schltr.
54. Romulea lutea J.C.Manning & Goldblatt
55. Romulea luteiflora (M.P.de Vos) M.P.de Vos
56. Romulea macowanii Baker
57. Romulea maculata J.C.Manning & Goldblatt
58. Romulea malaniae M.P.de Vos
59. Romulea maroccana Bég.
60. Romulea melitensis Bég.
61. Romulea membranacea M.P.de Vos
62. Romulea × merinoi Pau ex Bég.
63. Romulea minutiflora Klatt
64. Romulea monadelpha (Sweet ex Steud.) Baker
65. Romulea monophylla J.C.Manning & Goldblatt
66. Romulea montana Schltr. ex Bég.
67. Romulea monticola M.P.de Vos
68. Romulea multifida M.P.de Vos
69. Romulea multisulcata M.P.de Vos
70. Romulea namaquensis M.P.de Vos
71. Romulea nivalis (Boiss. & Kotschy) Klatt
72. Romulea numidica Jord. & Fourr.
73. Romulea obscura Klatt
74. Romulea papyracea Wolley-Dod
75. Romulea pearsonii M.P.de Vos
76. Romulea penzigii Bég.
77. Romulea petraea Al-Eisawi
78. Romulea phoenicia Mouterde
79. Romulea pilosa Goldblatt & J.C.Manning
80. Romulea pratensis M.P.de Vos
81. Romulea pudica (Sol. ex Ker Gawl.) Baker
82. Romulea quartzicola Goldblatt & J.C.Manning
83. Romulea ramiflora Ten.
84. Romulea requienii Parl.
85. Romulea revelieri Jord. & Fourr.
86. Romulea rosea (L.) Eckl.
87. Romulea rupestris J.C.Manning & Goldblatt
88. Romulea sabulosa Schltr. ex Bég.
89. Romulea saldanhensis M.P.de Vos
90. Romulea sanguinalis M.P.de Vos
91. Romulea saxatilis M.P.de Vos
92. Romulea schlechteri Bég.
93. Romulea setifolia N.E.Br.
94. Romulea singularis J.C.Manning & Goldblatt
95. Romulea sinispinosensis M.P.de Vos
96. Romulea sladenii M.P.de Vos
97. Romulea speciosa (Ker Gawl.) Baker
98. Romulea sphaerocarpa M.P.de Vos
99. Romulea stellata M.P.de Vos
100. Romulea subfistulosa M.P.de Vos
101. Romulea sulphurea Bég.
102. Romulea syringodeoflora M.P.de Vos
103. Romulea tabularis Eckl. ex Bég.
104. Romulea tempskyana Freyn
105. Romulea tetragona M.P.de Vos
106. Romulea tortilis Baker
107. Romulea tortuosa (Licht. ex Roem. & Schult.) Baker
108. Romulea toximontana M.P.de Vos
109. Romulea triflora (Burm.f.) N.E.Br.
110. Romulea tubulosa J.C.Manning & Goldblatt
111. Romulea unifolia M.P.de Vos
112. Romulea vaillantii Quézel
113. Romulea × variegata Merino
114. Romulea variicolor Mifsud
115. Romulea villaretii Dobignard
116. Romulea vinacea M.P.de Vos
117. Romulea viridibracteata M.P.de Vos
118. Romulea × viridis Pau ex Bég.
119. Romulea vlokii M.P.de Vos